# GMC Envoy
Der GMC Envoy ist ein in den USA von General Motors produziertes Sport Utility Vehicle, das von 2002 bis 2009 angeboten wurde. Technisch basierte das Fahrzeug auf der GMT360-Plattform. Schon vom Vorgängermodell GMC Jimmy gab es eine Ausstattungsoption namens Envoy.
Bei dem 2002 eingeführten Modell handelte es sich um eine Neukonstruktion auf Grundlage der gleichen Plattform wie der des Chevrolet TrailBlazer. Ende 2008 wurde die Produktion des Envoy eingestellt. Wegen Überkapazitäten war das Modell 2009 noch als Neuwagen erhältlich. Der Envoy wurde in den USA zu Preisen zwischen 30.000 und 38.000 $ angeboten. In Deutschland war der GMC Envoy, anders als der baugleiche Chevrolet TrailBlazer offiziell nicht erhältlich.
Seit Herbst 2009 ist der Kompakt-SUV Terrain bei GMC im Modellangebot, der als Nachfolgemodell den Envoy ersetzt. Der Envoy XL wurde vom GMC Acadia abgelöst.

## Antrieb
Angetrieben wurde der Envoy wahlweise von einem 4,2-Liter-Sechszylindermotor mit 214 kW (291 PS) in der zweiradgetriebenen Version bzw. einem 5,3-Liter-V8-Motor mit 222 kW (302 PS) in der Allradversion. Der Kraftstoffverbrauch bewegte sich zwischen 11 und 16 l/100 km (Werksangaben).

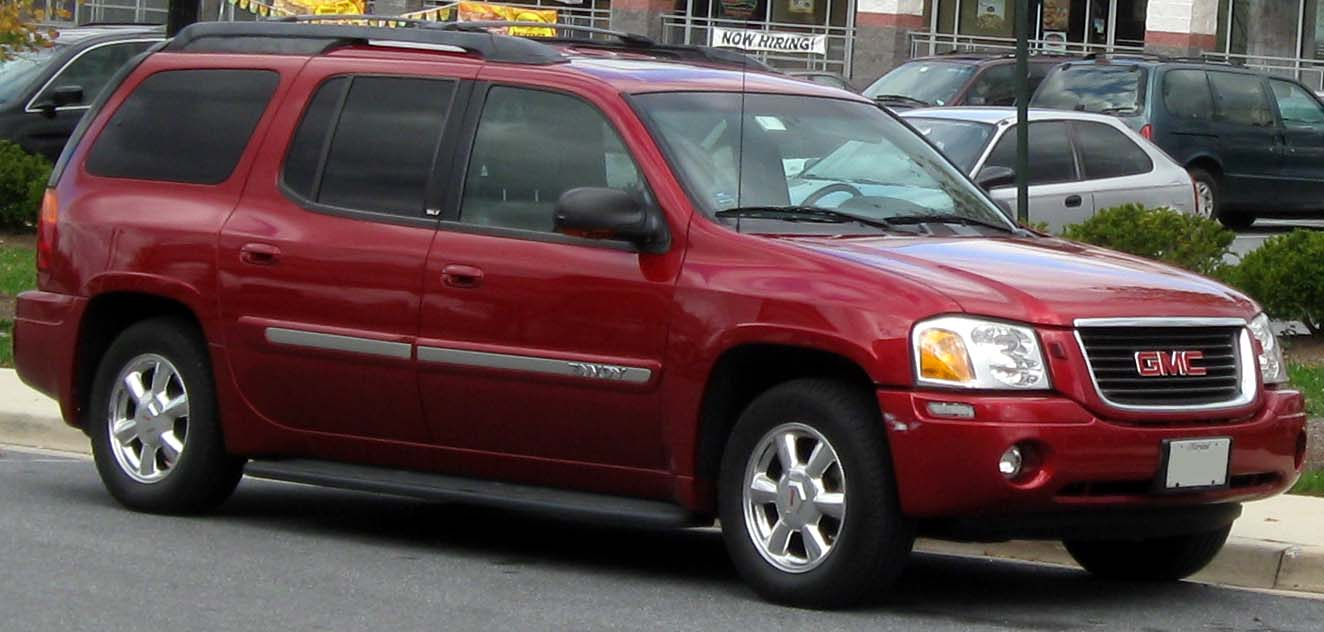
Frontansicht GMC Envoy XL
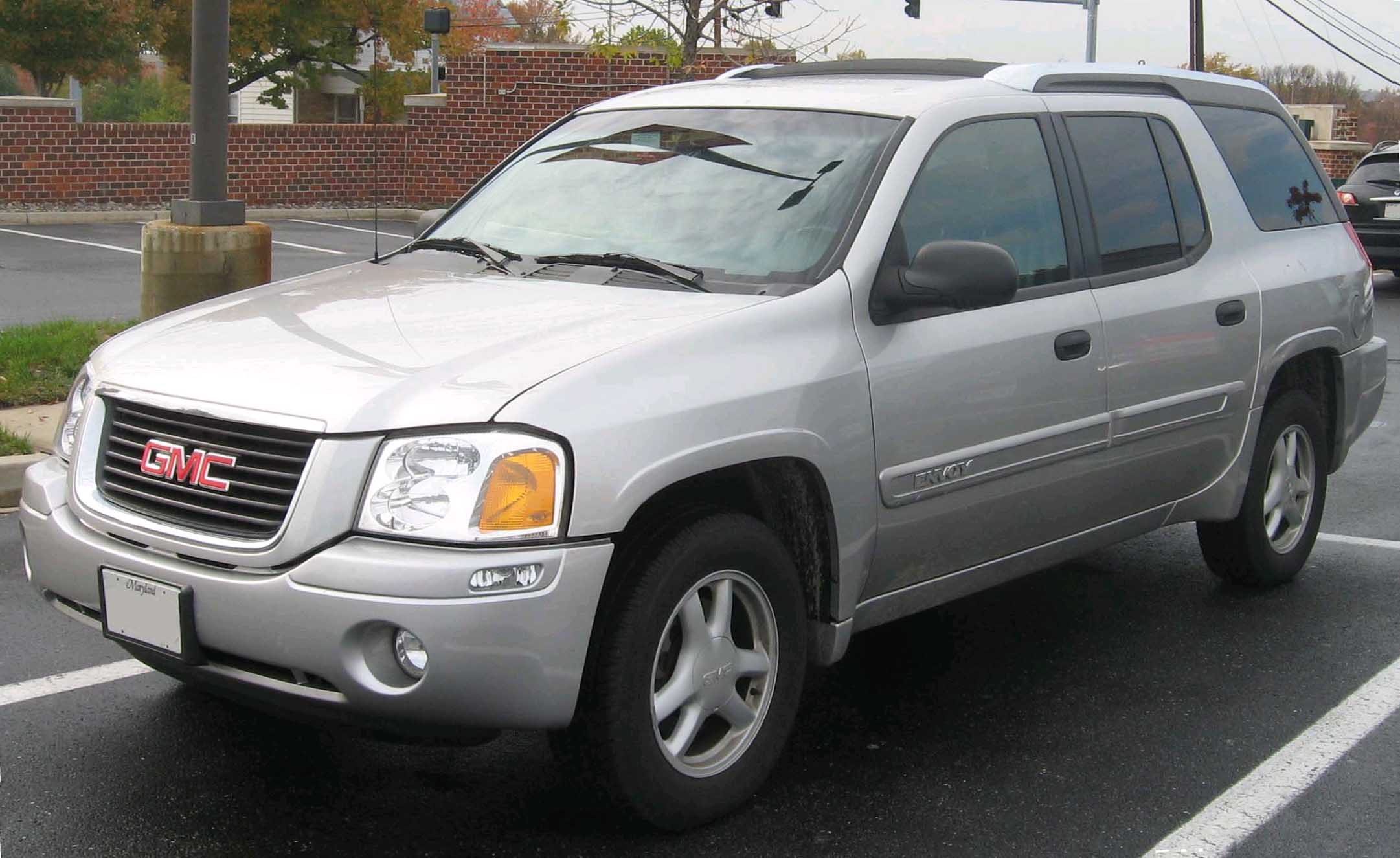
Frontansicht GMC Envoy XUV